# Jaroslav Spurný
Jaroslav Spurný (* 14. července 1955 Kyjov) je český investigativní novinář.

## Život
Střední průmyslovou školu v Břeclavi opustil krátce před maturitou, přičemž vedení školy písemně zpravil o tom, že se tak děje z důvodu porušování lidských práv ve škole. V roce 1983 podepsal Chartu 77.
V roce 1990 spoluzakládal týdeník Respekt, kde pracuje dosud. Zabývá se kontroverzními tématy jako je StB, tunelování nebo korupce. V roce 2002 vydal knihu Česká kocovina. V roce 2018 mu vyšly další dvě knihy - první je knižní rozhovor s dlouholetým členem zpravodajské komunity Karlem Randákem s názvem Nepohodlný agent (Paseka), druhá - Jací jsme dnes, s podtitulem Česko od roku 1989 očima investigativního novináře - vydalo nakladatelství Torst. Jaroslav Spurný je držitelem prestižní novinářské ceny Karla Havlíčka Borovského za rok 2004. V roce 2012 byl Sdružením Ferdinanda Peroutky vyznamenán Cenou Ferdinanda Peroutky pro nejlepšího novináře za rok 2011.
Je také držitelem Novinářské ceny 2011 udělované nadací Open Society Fund, a to v kategorie psané žurnalistiky "Nejlepší investigativně-analytický příspěvek" za článek "Zničte dokument číslo 1439". V roce 2017 dostal osvědčení účastníka odboje a odporu proti komunismu. Je ženatý, má tři děti.

## Publikace
- Česká kocovina, Rybka, 2002
- Nepohodlný agent – rozhovor s Karlem Randákem o mafiánech, špionech a politicích, Paseka, 2018
- Jací jsme dnes – Česko od roku 1989 očima investigativního novináře, Torst, 2018
- Nepohodlný Policajt – devadesátky, boj proti ruským mafiím a jejich vlivu na českou politiky, Albatros, 2023
- Věčná devadesátá: Proměny české společnosti po roce 1989 – spoluautorství na historické publikaci Ústavu pro soudobé dějiny, 2023
- Vrbětice: ruská operace, která změnila Česko, 2025